# Liste der Gebietsänderungen in Nordrhein-Westfalen 1975
Die Liste der Gebietsänderungen in Nordrhein-Westfalen 1975 enthält wichtige Änderungen der Gemeindegebiete des Landes Nordrhein-Westfalen in der Zeit vom 1. Januar 1975 bis zum 31. Dezember 1975. Dazu zählen unter anderem Zusammenschlüsse und Trennungen von Gemeinden, Eingliederungen von Gemeinden in eine andere, Änderungen des Gemeindenamens und größere Umgliederungen von Teilen einer Gemeinde in eine andere.

## Legende
- Datum: juristisches Wirkungsdatum der Gebietsänderung
- Gemeinde vor der Änderung: Gemeinde vor der Gebietsänderung
- Maßnahme: Art der Änderung
- Gemeinde nach der Änderung: Gemeinde nach der Gebietsänderung
- Kreis: Kreis der Gemeinde nach der Gebietsänderung

Die Sortierung erfolgt chronologisch: Datum, kreisfreie Städte, Landkreise, aufnehmende oder neu gebildete Gemeinde. Heute noch bestehende Gemeinden sind farbig unterlegt.

## Liste
| Datum      | Gemeinde vor der Änderung | Maßnahme | Gemeinde nach der Änderung | Kreis |
| ---------- | --- | --- | --- | --- |
| 01.01.1975 | Kreisneugliederung 48 Kreise, 34 kreisfreie Städte → 31 Kreise, 23 kreisfreie Städte | Kreisneugliederung 48 Kreise, 34 kreisfreie Städte → 31 Kreise, 23 kreisfreie Städte                                                            | Kreisneugliederung 48 Kreise, 34 kreisfreie Städte → 31 Kreise, 23 kreisfreie Städte                                                            | Kreisneugliederung 48 Kreise, 34 kreisfreie Städte → 31 Kreise, 23 kreisfreie Städte                                                            |
| 01.01.1975 | Bochum Wattenscheid | Zusammenschluss | Bochum | – |
| 01.01.1975 | Bottrop Gladbeck | Zusammenschluss | Bottrop | – |
| 01.01.1975 | Kirchhellen | Eingliederung | Bottrop | – |
| 01.01.1975 | Holzen Lichtendorf | Eingliederung | Dortmund | – |
| 01.01.1975 | Garenfeld (1 ha) Westhofen (170 ha), Buchholz | Umgliederung | Dortmund | – |
| 01.01.1975 | Homberg Rheinhausen Rumeln-Kaldenhausen Walsum | Eingliederung | Duisburg | – |
| 01.01.1975 | Angermund (12 ha) Budberg (66 ha) Dinslaken (19 ha) Moers (30 ha) Rheinkamp (2447 ha), Baerl Wittlaer (87 ha) | Umgliederung | Duisburg | – |
| 01.01.1975 | Angermund Hasselbeck-Schwarzbach Hubbelrath Monheim Wittlaer | Eingliederung | Düsseldorf | – |
| 01.01.1975 | Erkrath (498 ha), Unterbach Hilden (553 ha) | Umgliederung | Düsseldorf | – |
| 01.01.1975 | Kettwig | Eingliederung | Essen | – |
| 01.01.1975 | Altendorf-Ulfkotte (64 ha) | Umgliederung | Gelsenkirchen | – |
| 01.01.1975 | Berchum Garenfeld Hohenlimburg | Eingliederung | Hagen | – |
| 01.01.1975 | Breckerfeld (3109 ha), Dahl, aus Schalksmühle Dortmund (31 ha) Ennepetal (157 ha) Nachrodt-Wiblingwerde (16 ha) Waldbauer (732 ha) | Umgliederung | Hagen | – |
| 01.01.1975 | Bockum-Hövel Hamm Heessen Pelkum Rhynern Uentrop | Zusammenschluss | Hamm | – |
| 01.01.1975 | Ahlen (14 ha), aus Altahlen | Umgliederung | Hamm | – |
| 01.01.1975 | Herne Wanne-Eickel | Zusammenschluss | Herne | – |
| 01.01.1975 | Lövenich Porz am Rhein Rodenkirchen Sinnersdorf Wesseling | Eingliederung | Köln | – |
| 01.01.1975 | Bornheim (127 ha) Brauweiler (562 ha), Widdersdorf Brühl (25 ha) Frechen (316 ha) Hürth (502 ha) Pulheim (75 ha) Rösrath (203 ha) | Umgliederung | Köln | – |
| 01.01.1975 | Kapellen (157 ha) Kempen (2080 ha), Hüls, aus St. Tönis Rheinhausen (37 ha) Rumeln-Kaldenhausen (2 ha) | Umgliederung | Krefeld | – |
| 01.01.1975 | Bergisch Neukirchen Leverkusen Opladen | Zusammenschluss | Leverkusen | – |
| 01.01.1975 | Burscheid (28 ha) Köln (2 ha) Langenfeld (Rheinland) (78 ha) Leichlingen (2 ha) Monheim (530 ha), Hitdorf | Umgliederung | Leverkusen | – |
| 01.01.1975 | Rheydt Wickrath | Eingliederung | Mönchengladbach | – |
| 01.01.1975 | Jüchen (41 ha) Kleinenbroich (47 ha) Korschenbroich (37 ha) Schwalmtal (3 ha), aus Waldniel Wegberg (11 ha), Gatzweiler | Umgliederung | Mönchengladbach | – |
| 01.01.1975 | Breitscheid (230 ha), Selbeck Kettwig (69 ha), Mintard | Umgliederung | Mülheim a. d. Ruhr | – |
| 01.01.1975 | Albachten Amelsbüren Angelmodde Handorf Hiltrup Nienberge Roxel Sankt Mauritz Wolbeck | Eingliederung | Münster | – |
| 01.01.1975 | Albersloh (452 ha) Gimbte (55 ha) Greven (1 ha) Rinkerode (126 ha) Telgte (345 ha), aus Kirchspiel Telgte Westbevern (1 ha) | Umgliederung | Münster | – |
| 01.01.1975 | Hückeswagen (400 ha), Bergisch Born Wermelskirchen (51 ha) | Umgliederung | Remscheid | – |
| 01.01.1975 | Burg an der Wupper | Eingliederung | Solingen | – |
| 01.01.1975 | Wermelskirchen (185 ha), Angerscheid, Höhrath Witzhelden (365 ha) | Umgliederung | Solingen | – |
| 01.01.1975 | Schöller | Eingliederung | Wuppertal | – |
| 01.01.1975 | Neviges (1002 ha), Siebeneick (Teile von Obensiebeneick, Untersiebeneick und Dönberg) Wülfrath (801 ha), Dornap, Kirchenhöhe | Umgliederung | Wuppertal | – |
| 01.01.1975 | Ahaus Alstätte Ottenstein Wessum | Zusammenschluss | Ahaus | Borken |
| 01.01.1975 | Heek (54 ha) | Umgliederung | Ahaus | Borken |
| 01.01.1975 | Epe Gronau (Westf.) | Zusammenschluss | Gronau (Westf.) | Borken |
| 01.01.1975 | Barlo Biemenhorst Hemden Holtwick Liedern Lowick Mussum Spork Stenern Suderwick | Eingliederung | Bocholt | Borken |
| 01.01.1975 | Dingden (168 ha) | Umgliederung | Bocholt | Borken |
| 01.01.1975 | Borken (68 ha), aus Marbeck | Umgliederung | Heiden | Borken |
| 01.01.1975 | Anholt Heelden Herzebocholt Isselburg Vehlingen Werth | Zusammenschluss | Isselburg | Borken |
| 01.01.1975 | Wertherbruch (218 ha) | Umgliederung | Isselburg | Borken |
| 01.01.1975 | Erle Raesfeld | Zusammenschluss | Raesfeld | Borken |
| 01.01.1975 | Overbeck (249 ha) | Umgliederung | Raesfeld | Borken |
| 01.01.1975 | Heiden (51 ha) Lembeck (50 ha) | Umgliederung | Reken | Borken |
| 01.01.1975 | Ramsdorf Velen | Zusammenschluss | Velen | Borken |
| 01.01.1975 | Heiden (380 ha) | Umgliederung | Velen | Borken |
| 01.01.1975 | Ascheberg Herbern | Zusammenschluss | Ascheberg | Coesfeld |
| 01.01.1975 | Nottuln (22 ha) | Umgliederung | Billerbeck | Coesfeld |
| 01.01.1975 | Lette | Eingliederung | Coesfeld | Coesfeld |
| 01.01.1975 | Billerbeck (71 ha), aus Kirchspiel Billerbeck Darup (210 ha) | Umgliederung | Coesfeld | Coesfeld |
| 01.01.1975 | Buldern Dülmen Kirchspiel Dülmen Merfeld Rorup | Zusammenschluss | Dülmen | Coesfeld |
| 01.01.1975 | Darup (480 ha) Kirchspiel Haltern (122 ha) Limbergen (250 ha) | Umgliederung | Dülmen | Coesfeld |
| 01.01.1975 | Roxel (1822 ha), Schonebeck und weitere Gebietsteile | Umgliederung | Havixbeck | Coesfeld |
| 01.01.1975 | Lüdinghausen Seppenrade | Zusammenschluss | Lüdinghausen | Coesfeld |
| 01.01.1975 | Capelle Nordkirchen Südkirchen | Zusammenschluss | Nordkirchen | Coesfeld |
| 01.01.1975 | Appelhülsen Darup Limbergen Nottuln Schapdetten | Zusammenschluss | Nottuln | Coesfeld |
| 01.01.1975 | Bösensell (153 ha) Buldern (231 ha) Havixbeck (8 ha) Senden (243 ha) | Umgliederung | Nottuln | Coesfeld |
| 01.01.1975 | Kirchspiel Olfen Olfen | Zusammenschluss | Olfen | Coesfeld |
| 01.01.1975 | Holtwick Rosendahl | Zusammenschluss | Rosendahl | Coesfeld |
| 01.01.1975 | Bösensell Ottmarsbocholt Senden Venne | Zusammenschluss | Senden | Coesfeld |
| 01.01.1975 | Erftstadt (1287 ha), Dorweiler, Pingsheim, Wissersheim, aus Gymnich | Umgliederung | Nörvenich | Düren |
| 01.01.1975 | Waldbauer | Eingliederung | Breckerfeld | Ennepe-Ruhr-Kreis |
| 01.01.1975 | Herbede | Eingliederung | Witten | Ennepe-Ruhr-Kreis |
| 01.01.1975 | Bedburg Kaster Königshoven Lipp Pütz | Zusammenschluss | Bedburg | Erftkreis |
| 01.01.1975 | Glesch (42 ha) Hüchelhoven (55 ha) | Umgliederung | Bedburg | Erftkreis |
| 01.01.1975 | Bergheim Glesch Hüchelhoven Niederaußem Oberaußem-Fortuna Paffendorf Quadrath-Ichendorf | Zusammenschluss | Bergheim | Erftkreis |
| 01.01.1975 | Bedburg (38 ha) Heppendorf (577 ha), Ahe Horrem (249 ha) Sindorf (87 ha) | Umgliederung | Bergheim | Erftkreis |
| 01.01.1975 | Hürth (1 ha) Wesseling (50 ha) | Umgliederung | Brühl | Erftkreis |
| 01.01.1975 | Angelsdorf Elsdorf Esch Heppendorf Niederembt Oberembt | Zusammenschluss | Elsdorf | Erftkreis |
| 01.01.1975 | Brauweiler (66 ha) Hürth (53 ha) Lövenich (659 ha), Königsdorf Türnich (786 ha), Habbelrath, Grefrath | Umgliederung | Frechen | Erftkreis |
| 01.01.1975 | Frechen (3 ha) | Umgliederung | Hürth | Erftkreis |
| 01.01.1975 | Blatzheim Buir Horrem Kerpen Manheim Mödrath Sindorf Türnich | Zusammenschluss | Kerpen | Erftkreis |
| 01.01.1975 | Frechen (1 ha) Heppendorf (7 ha) | Umgliederung | Kerpen | Erftkreis |
| 01.01.1975 | Brauweiler Pulheim Stommeln | Zusammenschluss | Pulheim | Erftkreis |
| 01.01.1975 | Lövenich (11 ha) Sinnersdorf (778 ha), Sinnersdorf | Umgliederung | Pulheim | Erftkreis |
| 01.01.1975 | Westenholz (35 ha) | Umgliederung | Rietberg | Gütersloh |
| 01.01.1975 | Arnsberg Bachum Breitenbruch Bruchhausen (Ruhr) Herdringen Holzen Müschede Neheim-Hüsten Niedereimer Oeventrop (Sauerland) Rumbeck Uentrop Voßwinkel Wennigloh | Zusammenschluss | Arnsberg | Hochsauerlandkreis |
| 01.01.1975 | Freienohl (Sauerland) (128 ha) Wickede (Ruhr) (141 ha), aus Echthausen | Umgliederung | Arnsberg | Hochsauerlandkreis |
| 01.01.1975 | Grimlinghausen Heringhausen Nuttlar Ostwig Ramsbeck Velmede | Zusammenschluss | Bestwig | Hochsauerlandkreis |
| 01.01.1975 | Antfeld (9 ha) Bödefeld-Land (356 ha) Elpe (9 ha) Eversberg (2 ha) Gevelinghausen (66 ha) | Umgliederung | Bestwig | Hochsauerlandkreis |
| 01.01.1975 | Alme Altenbüren Bontkirchen Brilon Eßhoff Hoppecke Madfeld Messinghausen Nehden Radlinghausen Rixen Rösenbeck Scharfenberg Thülen Wülfte | Zusammenschluss | Brilon | Hochsauerlandkreis |
| 01.01.1975 | Antfeld (2 ha) | Umgliederung | Brilon | Hochsauerlandkreis |
| 01.01.1975 | Cobbenrode (Sauerland) Eslohe (Sauerland) Reiste (Sauerland) Wenholthausen (Sauerland) | Zusammenschluss | Eslohe (Sauerland) | Hochsauerlandkreis |
| 01.01.1975 | Finnentrop (308 ha), aus Schliprüthen Lennestadt (338 ha), aus Oedingen | Umgliederung | Eslohe (Sauerland) | Hochsauerlandkreis |
| 01.01.1975 | Braunshausen Hallenberg Hesborn Liesen | Zusammenschluss | Hallenberg | Hochsauerlandkreis |
| 01.01.1975 | Beringhausen Borntosten Bredelar Canstein Erlinghausen Essentho Giershagen Heddinghausen Helminghausen Leitmar Meerhof Niedermarsberg Obermarsberg Oesdorf Padberg Udorf Westheim                                                                                 | Zusammenschluss | Marsberg | Hochsauerlandkreis |
| 01.01.1975 | Dalheim (29 ha) Fürstenberg (368 ha) | Umgliederung | Marsberg | Hochsauerlandkreis |
| 01.01.1975 | Calle Eversberg Freienohl (Sauerland) Grevenstein Meschede Meschede-Land Remblinghausen Visbeck | Zusammenschluss | Meschede | Hochsauerlandkreis |
| 01.01.1975 | Altenhellefeld (124 ha) Herblinghausen (105 ha) Oeventrop (1 ha) Reiste (Sauerland) (214 ha) Rumbeck (51 ha) Velmede (2 ha) | Umgliederung | Meschede | Hochsauerlandkreis |
| 01.01.1975 | Antfeld Assinghausen Bigge-Olsberg Bruchhausen Brunskappel Elleringhausen Elpe Gevelinghausen Helmeringhausen Wiemeringhausen Wulmeringhausen | Zusammenschluss | Olsberg | Hochsauerlandkreis |
| 01.01.1975 | Altenbüren (13 ha) Grimlinghausen (1 ha) Heringhausen (26 ha) Nuttlar (7 ha) Ostwig (14 ha) Ramsbeck (7 ha) | Umgliederung | Olsberg | Hochsauerlandkreis |
| 01.01.1975 | Berghausen Bödefeld Bödefeld-Land Dorlar Fleckenberg Fredeburg Grafschaft Lenne Oberkirchen Rarbach Schmallenberg Wormbach | Zusammenschluss | Schmallenberg | Hochsauerlandkreis |
| 01.01.1975 | Eslohe (Sauerland) (3 ha) | Umgliederung | Schmallenberg | Hochsauerlandkreis |
| 01.01.1975 | Allendorf (Sauerland) Altenhellefeld Amecke (Sorpesee) Endorf Enkhausen Estinghausen Hachen Hagen Hellefeld Herblinghausen Hövel Langscheid (Sorpesee) Linnepe Meinkenbracht Stemel Stockum Sundern (Sauerland) Westenfeld Wildewiese                             | Zusammenschluss | Sundern (Sauerland) | Hochsauerlandkreis |
| 01.01.1975 | Finnentrop (84 ha), aus Schliprüthen Langenholthausen (52 ha) Mellen (77 ha) Wennigloh (148 ha) | Umgliederung | Sundern (Sauerland) | Hochsauerlandkreis |
| 01.01.1975 | Altastenberg Elkeringhausen Grönebach Hildfeld Langewiese Mollseifen Neuastenberg Niedersfeld Siedlinghausen Silbach Winterberg Züschen | Zusammenschluss | Winterberg | Hochsauerlandkreis |
| 01.01.1975 | Bödefeld-Land (478 ha) Girkhausen (53 ha) Oberkirchen (1 ha) | Umgliederung | Winterberg | Hochsauerlandkreis |
| 01.01.1975 | Dringenberg Kühlsen Neuenheerse | Eingliederung | Bad Driburg | Höxter |
| 01.01.1975 | Borgentreich Borgholz Bühne Drankhausen Großeneder Körbecke Lütgeneder Manrode Muddenhagen Natingen Natzungen Rösebeck | Zusammenschluss | Borgentreich | Höxter |
| 01.01.1975 | Auenhausen Frohnhausen Gehrden Hampenhausen Siddessen | Eingliederung | Brakel | Höxter |
| 01.01.1975 | Bonenburg Calenberg Dalheim Daseburg Dössel Germete Herlinghausen Hohenwepel Menne Nörde Ossendorf Rimbeck Scherfede Warburg Welda Wormeln | Zusammenschluss | Warburg | Höxter |
| 01.01.1975 | Altenheerse Borlinghausen Eissen Engar Fölsen Helmern Ikenhausen Löwen Niesen Peckelsheim Schweckhausen Willebadessen Willegassen | Zusammenschluss | Willebadessen | Höxter |
| 01.01.1975 | Elten | Eingliederung | Emmerich | Kleve |
| 01.01.1975 | Rees (17 ha), aus Bienen | Umgliederung | Emmerich | Kleve |
| 01.01.1975 | Empel Groin Haffen-Mehr Haldern Heeren-Herken Millingen Rees | Zusammenschluss | Rees | Kleve |
| 01.01.1975 | Bad Lippspringe (2 ha) | Umgliederung | Schlangen | Lippe |
| 01.01.1975 | Balve Beckum Eisborn Garbeck Langenholthausen Mellen Volkringhausen | Zusammenschluss | Balve | Märkischer Kreis |
| 01.01.1975 | Asbeck (4 ha) Blintrop (57 ha) Hövel (2 ha) Holzen (1 ha) | Umgliederung | Balve | Märkischer Kreis |
| 01.01.1975 | Becke Deilinghofen Frönsberg Hemer Ihmert | Zusammenschluss | Hemer | Märkischer Kreis |
| 01.01.1975 | Garbeck (250 ha) Kesbern (12 ha) | Umgliederung | Hemer | Märkischer Kreis |
| 01.01.1975 | Hennen Iserlohn Kesbern Letmathe Sümmern | Zusammenschluss | Iserlohn | Märkischer Kreis |
| 01.01.1975 | Hemer (394 ha), aus Calle Ihmert (11 ha) | Umgliederung | Iserlohn | Märkischer Kreis |
| 01.01.1975 | Klüppelberg (112 ha) | Umgliederung | Kierspe | Märkischer Kreis |
| 01.01.1975 | Asbeck Bösperde Halingen Lendringsen Menden (Sauerland) Oesbern Schwitten | Zusammenschluss | Menden (Sauerland) | Märkischer Kreis |
| 01.01.1975 | Holzen (8 ha) Sümmern (583 ha), Ostsümmern | Umgliederung | Menden (Sauerland) | Märkischer Kreis |
| 01.01.1975 | Affeln Altenaffeln Blintrop | Eingliederung | Neuenrade | Märkischer Kreis |
| 01.01.1975 | Erkrath Hochdahl | Zusammenschluss | Erkrath | Mettmann |
| 01.01.1975 | Haan (27 ha), Eickert Hilden (62 ha) | Umgliederung | Erkrath | Mettmann |
| 01.01.1975 | Gruiten | Eingliederung | Haan | Mettmann |
| 01.01.1975 | Homberg-Meiersberg (304 ha), Hofermühle Hösel (24 ha), kleine Gebietsteile | Umgliederung | Heiligenhaus | Mettmann |
| 01.01.1975 | Haan (32 ha) | Umgliederung | Hilden | Mettmann |
| 01.01.1975 | Metzkausen | Eingliederung | Mettmann | Mettmann |
| 01.01.1975 | Homberg-Meiersberg (12 ha) | Umgliederung | Mettmann | Mettmann |
| 01.01.1975 | Breitscheid Eggerscheidt Homberg-Meiersberg Hösel Lintorf Ratingen | Zusammenschluss | Ratingen | Mettmann |
| 01.01.1975 | Angermund (103 ha) Hasselbeck-Schwarzbach (949 ha), Schwarzbachtal | Umgliederung | Ratingen | Mettmann |
| 01.01.1975 | Langenberg Neviges Velbert | Zusammenschluss | Velbert | Mettmann |
| 01.01.1975 | Wülfrath (211 ha), Oberer Flandersbach | Umgliederung | Velbert | Mettmann |
| 01.01.1975 | Mettmann (308 ha) | Umgliederung | Wülfrath | Mettmann |
| 01.01.1975 | Dormagen Nievenheim Straberg Zons | Zusammenschluss | Dormagen | Neuss |
| 01.01.1975 | Köln (175 ha) | Umgliederung | Dormagen | Neuss |
| 01.01.1975 | Frimmersdorf Grevenbroich Gustorf Hemmerden Kapellen (Erft) Neukirchen Wevelinghoven | Zusammenschluss | Grevenbroich | Neuss |
| 01.01.1975 | Bedburdyck (2 ha) Glehn (59 ha) | Umgliederung | Grevenbroich | Neuss |
| 01.01.1975 | Bedburdyck Garzweiler Hochneukirch Jüchen | Zusammenschluss | Jüchen | Neuss |
| 01.01.1975 | Büttgen Kaarst | Zusammenschluss | Kaarst | Neuss |
| 01.01.1975 | Kleinenbroich (40 ha), Rottes | Umgliederung | Kaarst | Neuss |
| 01.01.1975 | Glehn Kleinenbroich Korschenbroich Liedberg Pesch | Zusammenschluss | Korschenbroich | Neuss |
| 01.01.1975 | Büttgen (56 ha) Hemmerden (49 ha) Rheydt (13 ha) | Umgliederung | Korschenbroich | Neuss |
| 01.01.1975 | Holzheim Norf Rosellen | Eingliederung | Neuss | Neuss |
| 01.01.1975 | Kaarst (222 ha) Neukirchen (649 ha), Helpenstein, Hoisten, Speck, Wehl | Umgliederung | Neuss | Neuss |
| 01.01.1975 | Frixheim-Anstel Hoeningen Nettesheim-Butzheim Oekoven Rommerskirchen | Zusammenschluss | Rommerskirchen | Neuss |
| 01.01.1975 | Engelskirchen Ründeroth | Zusammenschluss | Engelskirchen | Oberbergischer Kreis |
| 01.01.1975 | Gimborn (24 ha), Hohkeppel (127 ha) Overath(162 ha) | Umgliederung | Engelskirchen | Oberbergischer Kreis |
| 01.01.1975 | Gimborn | Eingliederung | Gummersbach | Oberbergischer Kreis |
| 01.01.1975 | Marienheide (1 ha) Wiehl (9 ha) | Umgliederung | Gummersbach | Oberbergischer Kreis |
| 01.01.1975 | Hohkeppel | Eingliederung | Lindlar | Oberbergischer Kreis |
| 01.01.1975 | Engelskirchen (12 ha) Gimborn (410 ha), Remshagen Olpe (60 ha) Overath (65 ha) | Umgliederung | Lindlar | Oberbergischer Kreis |
| 01.01.1975 | Gimborn (970 ha), Gimborn Gummersbach (1 ha) Kierspe (154 ha), aus Kierspe, aus Rönsahl Klüppelberg (544 ha), Kempershöhe Lindlar (114 ha) | Umgliederung | Marienheide | Oberbergischer Kreis |
| 01.01.1975 | Engelskirchen (245 ha), Forst Gummersbach (1 ha) Ründeroth (9 ha) | Umgliederung | Wiehl | Oberbergischer Kreis |
| 01.01.1975 | Klüppelberg Wipperfeld Wipperfürth | Zusammenschluss | Wipperfürth | Oberbergischer Kreis |
| 01.01.1975 | Endorf (1 ha) | Umgliederung | Finnentrop | Olpe |
| 01.01.1975 | Lenne (782 ha), Milchenbach | Umgliederung | Lennestadt | Olpe |
| 01.01.1975 | Altenbeken Buke Schwaney | Zusammenschluss | Altenbeken | Paderborn |
| 01.01.1975 | Neuenbeken (228 ha) | Umgliederung | Altenbeken | Paderborn |
| 01.01.1975 | Schlangen (2 ha) | Umgliederung | Bad Lippspringe | Paderborn |
| 01.01.1975 | Borchen Dörenhagen | Zusammenschluss | Borchen | Paderborn |
| 01.01.1975 | Etteln | Eingliederung | Borchen | Paderborn |
| 01.01.1975 | Ahden Barkhausen Brenken Büren Eickhoff Harth Hegensdorf Siddinghausen Steinhausen Weiberg Weine Wewelsburg | Zusammenschluss | Büren | Paderborn |
| 01.01.1975 | Anreppen Bentfeld Boke Delbrück Hagen Ostenland Westenholz Westerloh | Zusammenschluss | Delbrück | Paderborn |
| 01.01.1975 | Ostenland (276 ha), Espeln | Umgliederung | Hövelhof | Paderborn |
| 01.01.1975 | Asseln Atteln Blankenrode Dalheim Ebbinghausen Grundsteinheim Hakenberg Henglarn Herbram Holtheim Husen Iggenhausen Kleinenberg Lichtenau | Zusammenschluss | Lichtenau | Paderborn |
| 01.01.1975 | Elisenhof (442 ha) | Umgliederung | Lichtenau | Paderborn |
| 01.01.1975 | Benhausen Dahl Elsen Neuenbeken Paderborn Sande Schloß Neuhaus | Zusammenschluss | Paderborn | Paderborn |
| 01.01.1975 | Dörenhagen (39 ha) Hövelhof (21 ha) Ostenland (25 ha) | Umgliederung | Paderborn | Paderborn |
| 01.01.1975 | Mantinghausen Niederntudorf Oberntudorf Salzkotten Scharmede Schwelle Thüle Upsprunge Verlar Verne | Zusammenschluss | Salzkotten | Paderborn |
| 01.01.1975 | Bleiwäsche Elisenhof Fürstenberg Haaren Helmern Leiberg Wünnenberg | Zusammenschluss | Wünnenberg | Paderborn |
| 01.01.1975 | Dalheim (89 ha) Meerhof (210 ha) | Umgliederung | Wünnenberg | Paderborn |
| 01.01.1975 | Henrichenburg | Eingliederung | Castrop-Rauxel | Recklinghausen |
| 01.01.1975 | Ahsen Horneburg | Eingliederung | Datteln | Recklinghausen |
| 01.01.1975 | Altendorf-Ulfkotte Lembeck Rhade Wulfen | Eingliederung | Dorsten | Recklinghausen |
| 01.01.1975 | Altschermbeck (542 ha), Emmelkamp Gahlen (597 ha), Östrich Kirchhellen (218 ha), Ekel-Nord Lippramsdorf (704 ha) | Umgliederung | Dorsten | Recklinghausen |
| 01.01.1975 | Flaesheim Haltern Hullern Kirchspiel Haltern Lippramsdorf | Zusammenschluss | Haltern | Recklinghausen |
| 01.01.1975 | Hamm (1023 ha), Bossendorf Kirchspiel Dülmen (28 ha) | Umgliederung | Haltern | Recklinghausen |
| 01.01.1975 | Westerholt | Eingliederung | Herten | Recklinghausen |
| 01.01.1975 | Polsum (401 ha), Bertlich | Umgliederung | Herten | Recklinghausen |
| 01.01.1975 | Hamm Polsum | Eingliederung | Marl | Recklinghausen |
| 01.01.1975 | Lippramsdorf (280 ha) | Umgliederung | Marl | Recklinghausen |
| 01.01.1975 | Bensberg Bergisch Gladbach | Zusammenschluss | Bergisch Gladbach | Rheinisch-Bergischer Kreis |
| 01.01.1975 | Odenthal (259 ha), Schildgen | Umgliederung | Bergisch Gladbach | Rheinisch-Bergischer Kreis |
| 01.01.1975 | Wermelskirchen (10 ha) | Umgliederung | Burscheid | Rheinisch-Bergischer Kreis |
| 01.01.1975 | Bechen Kürten Olpe | Zusammenschluss | Kürten | Rheinisch-Bergischer Kreis |
| 01.01.1975 | Bensberg (486 ha), Dürscheid Lindlar (17 ha) Odenthal (14 ha) Wipperfeld (30 ha) | Umgliederung | Kürten | Rheinisch-Bergischer Kreis |
| 01.01.1975 | Leichlingen (Rheinland) Witzhelden | Zusammenschluss | Leichlingen (Rheinland) | Rheinisch-Bergischer Kreis |
| 01.01.1975 | Langenfeld (Rheinland) (11 ha) Opladen (2 ha) | Umgliederung | Leichlingen (Rheinland) | Rheinisch-Bergischer Kreis |
| 01.01.1975 | Bechen (97 ha) Bergisch Gladbach(15 ha) | Umgliederung | Odenthal | Rheinisch-Bergischer Kreis |
| 01.01.1975 | Bensberg (687 ha), Untereschbach Hohkeppel (379 ha), Brombach, Brombacherberg Rösrath (36 ha) | Umgliederung | Overath | Rheinisch-Bergischer Kreis |
| 01.01.1975 | Bensberg (69 ha) Overath (28 ha) | Umgliederung | Rösrath | Rheinisch-Bergischer Kreis |
| 01.01.1975 | Dabringhausen Dhünn Wermelskirchen | Zusammenschluss | Wermelskirchen | Rheinisch-Bergischer Kreis |
| 01.01.1975 | Alertshausen Arfeld Aue Bad Berleburg Beddelhausen Berghausen Diedenshausen Dotzlar Elsoff Girkhausen Hemschlar Raumland Richstein Rinthe Sassenhausen Schüllar Schwarzenau Stünzel Weidenhausen Wemlighausen Wingeshausen Wunderthausen                          | Zusammenschluss | Bad Berleburg | Siegen |
| 01.01.1975 | Langewiese (1 ha) | Umgliederung | Bad Berleburg | Siegen |
| 01.01.1975 | Balde Benfe Birkefehl Birkelbach Erndtebrück Schameder Womelsdorf Zinse | Zusammenschluss | Erndtebrück | Siegen |
| 01.01.1975 | Amtshausen (61 ha) Stünzel (32 ha) | Umgliederung | Erndtebrück | Siegen |
| 01.01.1975 | Amtshausen Banfe Bermershausen Bernshausen Feudingen Fischelbach Großenbach Heiligenborn Herbertshausen Hesselbach Holzhausen Kunst Wittgenstein Laasphe Niederlaasphe Oberndorf Puderbach Rückershausen Rüppershausen Saßmannshausen Steinbach Volkholz Weide    | Zusammenschluss | Laasphe | Siegen |
| 01.01.1975 | Eiserfeld Hüttental Siegen | Zusammenschluss | Siegen | Siegen |
| 01.01.1975 | Altengeseke Altenmellrich Anröchte Berge Effeln Klieve Mellrich Robringhausen Uelde Waltringhausen | Zusammenschluss | Anröchte | Soest |
| 01.01.1975 | Eickelborn (2 ha) | Umgliederung | Bad Sassendorf | Soest |
| 01.01.1975 | Bad Westernkotten Berenbrock Böckum Ebbinghausen Eikeloh Erwitte Horn-Millinghausen Merklinghausen-Wiggeringhausen Norddorf Schallern Schmerlecke Seringhausen Stirpe Völlinghausen Weckinghausen                                                                 | Zusammenschluss | Erwitte | Soest |
| 01.01.1975 | Langeneicke (1 ha) Lippstadt (1 ha) | Umgliederung | Erwitte | Soest |
| 01.01.1975 | Bönninghausen Ehringhausen Eringerfeld Ermsinghausen Geseke Langeneicke Mönninghausen Störmede | Zusammenschluss | Geseke | Soest |
| 01.01.1975 | Bökenförde (1 ha) Eikeloh (1 ha) | Umgliederung | Geseke | Soest |
| 01.01.1975 | Eickelborn (1 ha) | Umgliederung | Lippetal | Soest |
| 01.01.1975 | Benninghausen Bökenförde Cappel bei Lippstadt Dedinghausen Eickelborn Esbeck Garfeln Hellinghausen Herringhausen Hörste Lipperode Lohe Overhagen Rebbeke Rixbeck                                                                                                  | Eingliederung | Lippstadt | Soest |
| 01.01.1975 | Bad Sassendorf (2 ha), aus Ostinghausen Bad Westernkotten (24 ha) Ermsinghausen (147 ha) Langenberg (75 ha), aus Benteler, aus Langenberg Langeneicke (10 ha) Liesborn (880 ha), Bad Waldliesborn Lippetal (1 ha), aus Schoneberg Rietberg (20 ha), aus Mastholte | Umgliederung | Lippstadt | Soest |
| 01.01.1975 | Altenrüthen Drewer Hemmern Hoinkhausen Kallenhardt Kellinghausen Kneblinghausen Langenstraße-Heddinghausen Meiste Menzel Nettelstädt Oestereiden Rüthen Weickede Westereiden                                                                                      | Zusammenschluss | Rüthen | Soest |
| 01.01.1975 | Effeln (1 ha) Suttrop (5 ha) | Umgliederung | Rüthen | Soest |
| 01.01.1975 | Allagen Belecke Hirschberg Mülheim Sichtigvor Suttrop Waldhausen Warstein | Zusammenschluss | Warstein | Soest |
| 01.01.1975 | Drewer (19 ha) | Umgliederung | Warstein | Soest |
| 01.01.1975 | Rhynern (996 ha), Hilbeck | Umgliederung | Werl | Soest |
| 01.01.1975 | Greven (98 ha) Mesum (140 ha) Rheine links der Ems (89 ha) Saerbeck (350 ha), Sinningen | Umgliederung | Emsdetten | Steinfurt |
| 01.01.1975 | Gimbte | Eingliederung | Greven | Steinfurt |
| 01.01.1975 | Ladbergen (7 ha) Saerbeck (60 ha) | Umgliederung | Greven | Steinfurt |
| 01.01.1975 | Halverde Hopsten Schale | Zusammenschluss | Hopsten | Steinfurt |
| 01.01.1975 | Bevergern Dreierwalde Hörstel Riesenbeck | Zusammenschluss | Hörstel | Steinfurt |
| 01.01.1975 | Elte (1 ha) Rheine rechts der Ems (300 ha) | Umgliederung | Hörstel | Steinfurt |
| 01.01.1975 | Ibbenbüren Ibbenbüren-Land | Zusammenschluss | Ibbenbüren | Steinfurt |
| 01.01.1975 | Brochterbeck (18 ha) Hörstel (1 ha) Ledde (70 ha) Mettingen (63 ha) Recke (265 ha) | Umgliederung | Ibbenbüren | Steinfurt |
| 01.01.1975 | Greven (24 ha) Saerbeck (340 ha) | Umgliederung | Ladbergen | Steinfurt |
| 01.01.1975 | Lienen (32 ha) | Umgliederung | Lengerich | Steinfurt |
| 01.01.1975 | Lengerich (123 ha) | Umgliederung | Lienen | Steinfurt |
| 01.01.1975 | Lotte Wersen | Zusammenschluss | Lotte | Steinfurt |
| 01.01.1975 | Westerkappeln (75 ha) | Umgliederung | Lotte | Steinfurt |
| 01.01.1975 | Ibbenbüren-Land (63 ha) Westerkappeln (66 ha) | Umgliederung | Mettingen | Steinfurt |
| 01.01.1975 | Mesum (10 ha) Rheine links der Ems (100 ha) | Umgliederung | Neuenkirchen | Steinfurt |
| 01.01.1975 | Ibbenbüren-Land (28 ha) | Umgliederung | Recke | Steinfurt |
| 01.01.1975 | Elte Mesum Rheine Rheine links der Ems Rheine rechts der Ems | Zusammenschluss | Rheine | Steinfurt |
| 01.01.1975 | Emsdetten (1 ha) | Umgliederung | Rheine | Steinfurt |
| 01.01.1975 | Borghorst Burgsteinfurt | Zusammenschluss | Steinfurt | Steinfurt |
| 01.01.1975 | Brochterbeck Ledde Leeden Tecklenburg | Zusammenschluss | Tecklenburg | Steinfurt |
| 01.01.1975 | Lengerich (70 ha) Saerbeck (146 ha) | Umgliederung | Tecklenburg | Steinfurt |
| 01.01.1975 | Ochtrup (25 ha), aus Welbergen | Umgliederung | Wettringen | Steinfurt |
| 01.01.1975 | Altlünen | Eingliederung | Lünen | Unna |
| 01.01.1975 | Ergste Geisecke Schwerte Villigst Wandhofen Westhofen | Zusammenschluss | Schwerte | Unna |
| 01.01.1975 | Dortmund (21 ha) Holzen (191 ha), südliche Gebietsteile Lichtendorf (304 ha), südliche Gebietsteile | Umgliederung | Schwerte | Unna |
| 01.01.1975 | Bork Selm | Zusammenschluss | Selm | Unna |
| 01.01.1975 | Stockum | Eingliederung | Werne a. d. Lippe | Unna |
| 01.01.1975 | Büttgen (83 ha) Kleinenbroich(32 ha) | Umgliederung | Willich | Viersen |
| 01.01.1975 | Vorhelm | Eingliederung | Ahlen | Warendorf |
| 01.01.1975 | Heessen (21 ha) | Umgliederung | Ahlen | Warendorf |
| 01.01.1975 | Beckum Neubeckum | Zusammenschluss | Beckum | Warendorf |
| 01.01.1975 | Rinkerode | Eingliederung | Drensteinfurt | Warendorf |
| 01.01.1975 | Enniger Ostenfelde Westkirchen | Eingliederung | Ennigerloh | Warendorf |
| 01.01.1975 | Neubeckum (149 ha), Forschungszentrum | Umgliederung | Ennigerloh | Warendorf |
| 01.01.1975 | Alverskirchen Everswinkel | Zusammenschluss | Everswinkel | Warendorf |
| 01.01.1975 | Telgte (1 ha), aus Kirchspiel Telgte | Umgliederung | Everswinkel | Warendorf |
| 01.01.1975 | Stromberg | Eingliederung | Oelde | Warendorf |
| 01.01.1975 | Milte (1 ha) Westbevern (2632 ha), Brock | Umgliederung | Ostbevern | Warendorf |
| 01.01.1975 | Albersloh Sendenhorst | Zusammenschluss | Sendenhorst | Warendorf |
| 01.01.1975 | Alverskirchen (2 ha) | Umgliederung | Sendenhorst | Warendorf |
| 01.01.1975 | Westbevern | Eingliederung | Telgte | Warendorf |
| 01.01.1975 | Einen (1 ha) Greven (228 ha) Handorf (18 ha) Ostbevern (1 ha) | Umgliederung | Telgte | Warendorf |
| 01.01.1975 | Diestedde Liesborn Wadersloh | Zusammenschluss | Wadersloh | Warendorf |
| 01.01.1975 | Oelde (13 ha), aus Sünninghausen | Umgliederung | Wadersloh | Warendorf |
| 01.01.1975 | Einen Freckenhorst Milte Warendorf | Zusammenschluss | Warendorf | Warendorf |
| 01.01.1975 | Everswinkel (314 ha), Müssingen Telgte (31 ha), aus Kirchspiel Telgte | Umgliederung | Warendorf | Warendorf |
| 01.01.1975 | Rheinberg (52 ha) Xanten (67 ha), aus Birten | Umgliederung | Alpen | Wesel |
| 01.01.1975 | Voerde (Niederrhein) (104 ha), Eppinghoven (teilweise) Walsum (142 ha), Eppinghoven (teilweise) | Umgliederung | Dinslaken | Wesel |
| 01.01.1975 | Brünen Dingden Hamminkeln Loikum Ringenberg Wertherbruch | Zusammenschluss | Hamminkeln | Wesel |
| 01.01.1975 | Bislich (677 ha) Diersfordt (116 ha) Haffen-Mehr (832 ha), Mehrhoog Haldern (448 ha) Wesel (152 ha), aus Flüren, aus Obrighoven-Lackhausen | Umgliederung | Hamminkeln | Wesel |
| 01.01.1975 | Drevenack Gartrop-Bühl Hünxe Krudenburg | Zusammenschluss | Hünxe | Wesel |
| 01.01.1975 | Voerde (Niederrhein) (40 ha) | Umgliederung | Hünxe | Wesel |
| 01.01.1975 | Neukirchen-Vluyn (6 ha) Rheinkamp (545 ha) | Umgliederung | Kamp-Lintfort | Wesel |
| 01.01.1975 | Kapellen Moers Rheinkamp | Zusammenschluss | Moers | Wesel |
| 01.01.1975 | Budberg (16 ha) | Umgliederung | Moers | Wesel |
| 01.01.1975 | Rheinkamp (9 ha) | Umgliederung | Neukirchen-Vluyn | Wesel |
| 01.01.1975 | Borth Budberg Orsoy | Eingliederung | Rheinberg | Wesel |
| 01.01.1975 | Alpen (130 ha) Rheinkamp (31 ha) | Umgliederung | Rheinberg | Wesel |
| 01.01.1975 | Altschermbeck Bricht Damm Dämmerwald Gahlen Overbeck Schermbeck Weselerwald | Zusammenschluss | Schermbeck | Wesel |
| 01.01.1975 | Dinslaken (50 ha) Hünxe (104 ha) | Umgliederung | Voerde (Niederrhein) | Wesel |
| 01.01.1975 | Bislich Büderich Diersfordt | Eingliederung | Wesel | Wesel |
| 01.01.1975 | Hamminkeln (252 ha), Blumenkamp Hünxe (76 ha) Voerde (Niederrhein) (449 ha), Lippedorf | Umgliederung | Wesel | Wesel |
| 01.01.1975 | Sonsbeck (42 ha), aus Labbeck | Umgliederung | Xanten | Wesel |
| 01.04.1975 | Hille, kleine Gebietsteile | Umgliederung | Lübbecke | Minden-Lübbecke |
| 01.07.1975 | Kürten, kleine Gebietsteile | Umgliederung | Wipperfürth | Oberbergischer Kreis |
| 06.12.1975 | Wiedererrichtung der Stadt Gladbeck durch Ausgliederung aus der Stadt Bottrop 31 Kreise, 23 kreisfreie Städte → 31 Kreise, 24 kreisfreie Städte | Wiedererrichtung der Stadt Gladbeck durch Ausgliederung aus der Stadt Bottrop 31 Kreise, 23 kreisfreie Städte → 31 Kreise, 24 kreisfreie Städte | Wiedererrichtung der Stadt Gladbeck durch Ausgliederung aus der Stadt Bottrop 31 Kreise, 23 kreisfreie Städte → 31 Kreise, 24 kreisfreie Städte | Wiedererrichtung der Stadt Gladbeck durch Ausgliederung aus der Stadt Bottrop 31 Kreise, 23 kreisfreie Städte → 31 Kreise, 24 kreisfreie Städte |
| 06.12.1975 | Bottrop, Gladbeck | Umgliederung | Gladbeck | – |
| 06.12.1975 | Bottrop, Kirchhellen Dorsten, Ekel-Nord | Umgliederung | Kirchhellen | Recklinghausen |

## Quelle
- Statistisches Bundesamt (Hrsg.): Historisches Gemeindeverzeichnis für die Bundesrepublik Deutschland. Namens-, Grenz- und Schlüsselnummernänderungen bei Gemeinden, Kreisen und Regierungsbezirken vom 27.5.1970 bis 31.12.1982. W. Kohlhammer, Stuttgart / Mainz 1983, ISBN 3-17-003263-1, S. 291 ff. (Statistische Bibliothek des Bundes und der Länder [PDF; 41,1 MB]).